# アディティ

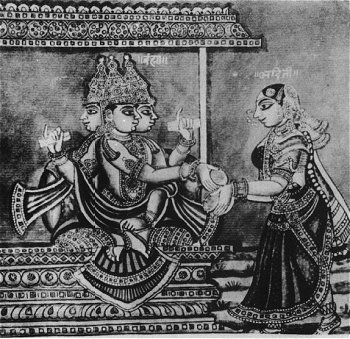
ブラフマーとアディティ（19世紀）

アディティ（サンスクリット: अदिति, Aditi）は、ヴェーダに見られるインド神話の女神であり、ミトラ・ヴァルナらのアーディティヤ神群を生んだとされる。後世にはとくにヴィシュヌの母として知られる。

## ヴェーダ
ミトラ・ヴァルナがインド・イラン共通時代以来の古い神々であるのに対して、アディティはより新しい、インド固有の神と考えられる:105。
ヘルマン・オルデンベルクによるとアディティとは「束縛がない」という意味であり、戒めを受けた人々を自由にする、罪に対して潔白であることを明らかにする、人々を苦しみから解放するなどの利益をもたらすとされる:105。
アディティはしばしば牝牛と同一視されるが、その理由は十分明らかではない:106。
『リグ・ヴェーダ』においてはほとんど他の神々とともに歌われ、アディティだけを対象とする賛歌は存在しない:105。
ダクシャとアディティの親子関係は神秘的である。『リグ・ヴェーダ』2.27はダクシャをアディティの生んだアーディティヤのひとりにあげるが、10.72においては「アディティからダクシャが、ダクシャからアディティが生まれた。」と言っている:11-15。

## 叙事詩とプラーナ
後世の叙事詩やプラーナ文献ではアーディティヤ12神のうちにヴィシュヌが含まれ、ダクシャはアーディティヤの中には含められていない。
『ラーマーヤナ』巻3によればダクシャはブラフマーの心から生まれたプラジャーパティのひとりであった。彼には60人の娘があったが、そのうちアディティを含む8人とカシュヤパは結婚した。アディティからはアーディティヤ12神、ヴァス8神、ルドラ11神、アシュヴィン双神の33神が生まれたとする:115-117。
とくにアディティとヴィシュヌに関係が深い神話には3歩で世界をまたいだヴィシュヌの伝説があり、それによるとバリが神々の王国からインドラを追放したため、アディティはヴィシュヌが自分の子として生まれて王国を取り返してくれるように祈った。ヴィシュヌはアディティの子として生まれ、少年僧に姿を変えてバリの宮殿を訪れ、3歩ぶんの土地を要求した。バリがそれを許すと、彼は突然巨大になり、全宇宙を2歩でまたぎ、3歩めでバリの頭を踏みつけて地下に押しこめた。
カーリダーサ『シャクンタラー』では人間界を去ったシャクンタラーがマーリーチャ（カシュヤパ）の庵でバラタを生んだことになっており、アディティは夫のマーリーチャとともに最終幕に登場してドゥフシャンタを祝福している。